# Oliver Rosskopf
Oliver Fritz Rosskopf (* 1981 in Wien) ist ein österreichischer Schauspieler.

## Leben
Oliver Fritz Rosskopf, in Wien geboren, wuchs in Prottes im Bezirk Gänserndorf in Niederösterreich auf. Er besuchte zunächst die Volksschule Prottes und das Gymnasium Gänserndorf. Im Alter von 15 Jahren erhielt  Rosskopf, der bereits als Kind Fußball spielte, das Angebot, die Fußballakademie in Hollabrunn zu besuchen; er entschied sich jedoch für die Bildungsanstalt für Kindergartenpädagogik (BBKIP) in Mistelbach, wo er eine Ausbildung zum Kindergärtner absolvierte. Im Alter von 18 Jahren spielte er bei den Weikendorfer Sommerspielen, einem Laientheater, auf der Freiluftbühne die Titelrolle im Jedermann. Dies weckte ihn ihm den Berufswunsch, Schauspieler zu werden.
Von 2000 bis 2004 studierte er Schauspiel an der Kunstuniversität Graz (vormals: Universität für Musik und Darstellende Kunst Graz). Während seiner Ausbildung spielte er am Theater im Palais Graz, im Orpheum Graz, bei den Sommerfestspielen Rosenburg (2003; als Demetrius in Ein Sommernachtstraum mit Manuel Rubey als Lysander) und bereits auch am Schauspielhaus Graz. Im Theater Center Forum in Wien trat er 2003, neben Bruno Thost in der Rolle des alten Weiring, als Lebemann Fritz in Arthur Schnitzlers Schauspiel Liebelei auf.
Von 2004 bis 2006 war er im Anschluss an seine Ausbildung festes Ensemblemitglied am Schauspielhaus Graz. Er spielte dort u. a. den Maler Conti in Emilia Galotti (Spielzeit 2004/05), die Rollen Pablo/Arzt/junger Kassierer in Endstation Sehnsucht (Premiere: Spielzeit 2004/05) und Sebastian in Was ihr wollt (Premiere: Spielzeit 2005/06).
2006 folgten Engagements am Künstlerhaus-Theater Wien und am Theater am Saumarkt Wien, wo er mit einem Brecht-Soloabend auftrat. Von 2007 bis 2012 war er anschließend festes Ensemblemitglied am Landestheater Niederösterreich in St. Pölten. Hier trat er u. a. als Prinz Philipp in Yvonne, die Burgunderprinzessin von Witold Gombrowicz (Premiere: Spielzeit 2007/09), als Schulz/Bojarski in Sein oder Nichtsein (Premiere: Spielzeit 2008/09), als Junker Andreas Bleichenwang in Was ihr wollt (Premiere: Spielzeit 2008/09) und als Leonce in Leonce und Lena (Premiere: Spielzeit 2009/10) auf.
In der Spielzeit 2012/13 gastierte er am Landestheater Bregenz in Bunbury. Er spielte in einer Travestierolle die junge Gwendolen Fairfaix; sein Partner war Maximilian Laprell als Lebemann Algernon. Weitere Theaterengagements hatte er am Waldviertler Hoftheater (2014) und am neugegründeten Theater Globe Wien, wo er seit Oktober 2014 fixes Ensemblemitglied ist und in Die unglaubliche Tragödie von Richard III. von Michael Niavarani (2014–2015; u. a. als König Heinrich VI., Bürgermeister von London) und Romeo und Julia (Premiere: März 2016) auftrat. Neben dem Theater in der Josefstadt war er auch im Globe Wien in Michael Niavaranis Romeo und Julia – Ohne Tod kein Happy End, zu sehen, wo er gemeinsam mit Bernhard Murg und Michael Niavarani auch für die Regie verantwortlich war.
Rosskopf übernahm seit 2005 auch einige Film- und Fernsehrollen. In dem Spielfilm Die toten Körper der Lebenden (2007) von Regisseur Peter Kern, nach Motiven von Jean Genets Un chant d’amour, spielte er Java, den Geliebten des Sexualverbrechers Lucien. In Blutsfreundschaft (2009) spielte er ein weiteres Mal unter der Regie von Peter Kern, diesmal in einer Nebenrolle.
In der in der Steiermark spielenden sozialkritischen Komödie Die Werkstürmer (2013), mit Michael Ostrowski und Hilde Dalik in den Hauptrollen, spielte Rosskopf  die Rolle von Ulf Horvath, einen „schnöseligen“ Gewerkschafter aus Wien. In dem österreichischen Kinofilm Der letzte Sommer der Reichen (2015) spielte Rosskopf ein weiteres Mal unter der Regie von Peter Kern; diesmal war er der Bankdirektor Fortill. In dem Beziehungsthriller und Stalking-Drama Ma Folie (2015) von Andrina Mračnikar spielte er Goran, den Ex-Freund der weiblichen Hauptfigur, der Psychotherapeutin Hanna (Alice Dwyer).
In der ZDF-Krimiserie Die Rosenheim-Cops war Rosskopf bisher zweimal in einer Episodenrolle zu sehen: 2007 als Lokalbesitzer Michael Schwarzer und 2014 als Dressurreiter Hajo-Friedrich Wellenhorst. Im April 2016 war Rosskopf in der ZDF-Fernsehreihe Lena Lorenz in dem Film Ein Fall von Liebe als Bergsteiger und junger Vater Markus Kammermeier zu sehen, der bei einer Klettertour abstürzt und zeitweise im Koma liegt; er spielte den besten Freund des Tischlers Quirin (Jens Atzorn). Diese Rolle übernahm im nächsten Film der Reihe, Lena Lorenz: Lebenstraum (Erstausstrahlung: März 2017).
Rosskopf  ist verheiratet und Vater von drei Kindern. Er lebt in Wien.

## Filmografie (Auswahl)
- 2007: Die Rosenheim-Cops (Fernsehserie, Folge: Ein mörderischer Abgang)
- 2007: Die toten Körper der Lebenden (Kinofilm)
- 2009: Elefantenhaut (Kurzfilm)
- 2009: Blutsfreundschaft (Kinofilm)
- 2013: Die Werkstürmer (Kinofilm)
- 2014: Die Rosenheim-Cops (Fernsehserie, Folge: Zu hoch zu Ross)
- 2015: Der letzte Sommer der Reichen (Kinofilm)
- 2015: Ma Folie (Kinofilm)
- 2016: Die unglaubliche Tragödie von Richard III. (Theateraufzeichnung)
- 2016: Lena Lorenz: Ein Fall von Liebe (Fernsehreihe)
- 2017: Tatort: Schock (Fernsehreihe)
- 2017: Lena Lorenz: Lebenstraum (Fernsehreihe)
- 2017: Lena Lorenz: Geliehenes Glück (Fernsehreihe)
- 2017: Lena Lorenz: Wunsch und Wirklichkeit (Fernsehreihe)
- 2018: Tatort: Die Faust (Fernsehreihe)
- 2019: Stadtkomödie – Curling for Eisenstadt (Fernsehreihe)
- 2021: Landkrimi – Vier (Fernsehreihe)
- 2022: Landkrimi – Der Schutzengel (Fernsehreihe)
- 2023: SOKO Linz (Fernsehserie, Folge: Ist Luisa da?)
- 2024: School of Champions (Fernsehserie)
- 2024: Kopftuchmafia (Fernsehreihe)
- 2024: SOKO Donau/SOKO Wien (Fernsehserie, Folge: Katz und Maus)
- 2025: Wie man normal ist und die Merkwürdigkeiten der anderen Welt (How to Be Normal and the Oddness of the Other World)
- 2025: Altweibersommer (Kinofilm)
- 2025: Das geheime Stockwerk (Kinofilm)